# Raban Tilmann

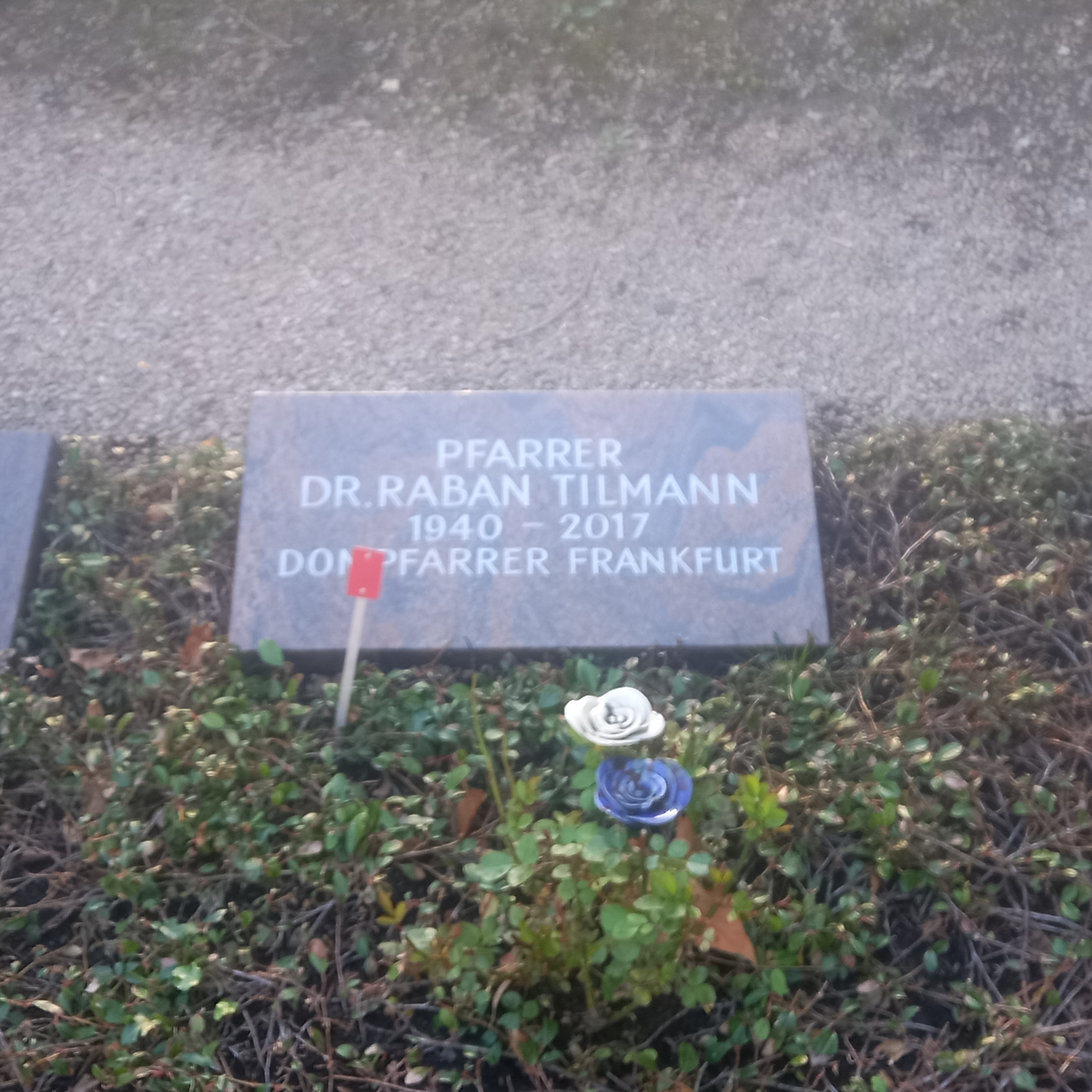
Das Grab von Raban Tilmann auf dem Hauptfriedhof (Frankfurt am Main)

Raban Tilmann CO (* 16. Juni 1940 in Hamburg; † 19. Dezember 2017 in Frankfurt am Main) war ein deutscher römisch-katholischer Ordensgeistlicher. Er war von 1985 bis 1993 Generalvikar und Domkapitular des Bistums Limburg sowie von 1997 bis 2009 Stadtdekan von Frankfurt am Main.

## Leben und Wirken
Tilmann wollte schon als Kind Priester werden. Das Abitur machte er in Mannheim, später kam er nach Frankfurt. An der dortigen Philosophisch-Theologischen Hochschule St. Georgen, aber auch sechs Jahre in Würzburg und ein Jahr in Paris studierte er katholische Theologie. Er trat der Oratorianer-Kongregation des hl. Philipp Neri bei und wurde 1965 in Limburg zum Priester geweiht. 1971 erfolgte die Promotion zum Dr. theol. in katholischer Theologie. 1966 bis 1982 wirkte er als Priester im Frankfurter Nordend.
An der Goethe-Universität Frankfurt fungierte er von 1982 bis 1985 als Hochschulpfarrer. Als Generalvikar und Domkapitular im Bistum Limburg von 1985 bis 1993 war er mit der Verwaltung des Bistums betraut und Vertreter des damaligen Diözesanbischofs Franz Kamphaus.
Von 1997 bis 2009 amtierte er als Stadtdekan und bischöflicher Kommissar für Frankfurt. Er beteiligte sich an einer Demonstration gegen Rechtsextreme und für den Bau der Hazrat-Fatima-Moschee in Frankfurt-Hausen. Er begegnete Homosexuellen unbefangen, verhinderte jedoch, in Übereinstimmung mit Bischof Tebartz-van Elst, eine Stellungnahme der Stadtversammlung der Frankfurter Katholiken für die Segnung homosexueller Paare.
Seit seiner Emeritierung als Stadtdekan lebte der 2,08 m große Tilmann mit seinen Mitbrüdern im Oratorium in Frankfurt am Main. 
Er war Mitglied der katholischen Studentenverbindungen KStV Normannia Würzburg, KStV Guestphalia-Berlin Frankfurt am Main und KStV Frankonia-Straßburg Frankfurt am Main im KV.
Tilmann starb am 19. Dezember 2017 im Alter von 77 Jahren nach langer Krankheit in Anwesenheit des amtierenden Frankfurter Stadtdekans Johannes zu Eltz und seines Vorgängers Klaus Greef, die ihm die Sterbesakramente spendeten.

## Schriften
- Sozialer und religiöser Wandel. Patmos-Verlag, Düsseldorf 1972, ISBN 3-491-00351-2.
- Gemeinsamer Boden, verschiedene Wege. Aus der ökumenischen Praxis zweier Gemeinden (zusammen mit Siegfried Sumus). Christian Kaiser Verlag, München 1983, ISBN 3-459-01507-1; Grünewald, Mainz 1983, ISBN 3-7867-1064-3

## Einzelnachweis
1. ↑  Kartellverband katholischer deutscher Studentenvereine: KV Jahrbuch - Die Mitglieder und die Angehörigen des KV und des ÖKV 2010, Marl 2010, S. 369.

| Personendaten    | Personendaten                                    |
| ---------------- | ------------------------------------------------ |
| NAME             | Tilmann, Raban                                   |
| KURZBESCHREIBUNG | deutscher römisch-katholischer Ordensgeistlicher |
| GEBURTSDATUM     | 16. Juni 1940                                    |
| GEBURTSORT       | Hamburg, Deutschland                             |
| STERBEDATUM      | 19. Dezember 2017                                |
| STERBEORT        | Frankfurt am Main                                |